# Palmer-Dürre-Index
Der Palmer-Dürre-Index, (engl. Palmer Drought Index, auch Palmer Drought Severity Index (PDSI)) ist der am weitesten verbreitete Index für Dürre. Er ist in elf Stufen unterteilt und wird von vielen US-Regierungsinstitutionen genutzt. Der PDSI wurde in den 1960er Jahren von Wayne C. Palmer entwickelt und 1965 veröffentlicht. Der Index ist mittlerweile mehrfach weiterentwickelt und modifiziert worden und wird nun neben anderen Indizes wie dem Standard Precipitation Index (SPI) oder dem Reclamation Drought Index (RDI) genutzt bzw. von diesen ergänzt.